# Ґжеґоцький Мечислав Романович
Мечислав Романович Ґжеґоцький (12 квітня 1952, с. Вишенька, Львівської області) — український фізіолог. Доктор медичних наук (1999), професор (1999), завідувач кафедри нормальної фізіології (від 1999), декан медичного факультету (1995–1998), перший проректор (від 1998) Львівського національного медичного університету імені Данила Галицького. Заслужений діяч науки і техніки України (2002). Дійсний член Папської академії наук (2002).

## Життєпис і наукова діяльність
Закінчив санітарно-гігієнічний факультет Львівського медичного інституту (1975).
Працював: молодший науковий співпрацівник (1975–1976), старший лаборант (1976–1978), асистент (1978–1984), доцент (1984–1999), завідувач (від 1999) кафедри нормальної фізіології, декан медичного факультету (1995–1998), проректор із навчальної роботи / перший проректор (від 1998) Львівського національного медичного університету імені Данила Галицького.
Кандидат медичних наук (1981), доцент (1985), доктор медичних наук (1999), професор (1999). Заслужений діяч науки і техніки України (2002). Дійсний член Папської академії наук (2002). Академік АН ВО України. Член-кореспондент АМН України (2007). Віце-президент Українського фізіологічного товариства (2007). Член комісії з питань біоетики при Кабінеті Міністрів України (2007). Заслужений професор ЛНМУ (2008). Член Наукової ради з теоретичної та профілактичної медицини при Президії АМН України (2008).
Напрями наукових досліджень: вивчення взаємодії організму та ксенобіотиків із позицій прикладної фізіології та профілактичної токсикології; механізми розвитку адаптаційно-компенсаторних процесів в організмі при екстремальних впливах; фізіологія травної системи; опрацювання методів діагностики відхилень в організмі людини від фізіологічного стану під дією негативних чинників довкілля, нормативного забезпечення хімічної безпеки людини.
Автор близько 250 наукових праць, серед них 3 монографії, 2 підручники, 10 навчальних посібників, 4 патенти, 6 авторських свідоцтв на винаходи. Головний редактор журналу «Експериментальна та клінічна фізіологія і біохімія» (від 2002), науковий редактор низки перекладів навчальної та довідкової літератури з фізіології та медицини (В. Ганонг «Фізіологія людини», Т. Сміт «Людина» та ін.). Співавтор довідкового видання: Зіменковський Б. С., Ґжеґоцький М. Р., Луцик О. Д. «Професори Львівського національного медичного університету імені Данила Галицького: 1784–2009». — Львів: Наутілус, 2009.
Підготував 13 кандидатів, 1 доктора наук.

## Праці
Серед основних праць:
- Методические особенности изучения и гигиенической регламентации в воде водоемов химических веществ кожно-резорбтивного действия (канд. дис.). Львів, 1981;
- Проблема диференціації фізіологічних і токсичних реакцій на дію ксенобіотиків. Acta Medica Leopol 1995, № 1;
- Фізіолого-гігієнічні основи хімічної безпеки людини у звичайних та екстремальних умовах (докт. дис.). Львів, 1998;
- Ксенобіотики, гомеостаз і хімічна безпека людини (монографія). Львів, Наутілус, 1999 (співавт.);
- Метаболічні критерії оцінки бінарної дії іонізуючого випромінювання та фтористої інтоксикації. Експ Клін Фізіол Біох 2001, № 4;
- Концептуальна модель профілактичної медицини з позицій фізіології людини. Журн АМН України 2003, № 2;
- Фізіологія людини (підручник). Київ, Книга плюс, 2005 (співавт.);
- Екологічні катастрофи у світі та в Україні (монографія). Львів, БаК, 2005 (співавт.);
- Стан адаптаційних реакцій у процесі корекції негативного впливу стрес-факторів хімічної природи. Фізіол Журнал 2006, № 5 (співавт.);
- Функціональний стан мікроциркуляції стравоходу в ґенезі гастроезофагальної рефлексної хвороби (експериментальні дослідження). Суч Гастроентерол 2007, № 1 (33) (співавт.);
- Effects of nitrosative stress and and reactive oxygen-scavenging systems (ROSS) in esophageal physiopathy under streptozotocin-induced experimental hyperglycemia. J Physiol Pharmacol 2008, № 2: 77-89 (співавт.);
- Нариси профілактичної медицини (монографія). Львів, Медицина і право, 2008 (співавт.).